# Zeppelinknoten
Der Zeppelinknoten ist ein sicherer Knoten zum Verbinden zweier Seilenden.

## Geschichte
Der Zeppelinknoten ist einer der jüngeren Knoten, der Eingang in die Fachwelt fand. Im Ashley-Buch der Knoten wurde er nicht erwähnt.
Lange wurde vermutet, der Knoten stamme von Major Charles E. Rosendahl, einem Luftschiffkapitän, der diesen Knoten auf seinem Schiff vorschrieb. Giles Camplin schrieb in Nummer 60 der Zeitschrift Dirigible, dass diese Geschichte höchst unwahrscheinlich sei. In einem Interview sagte Rosendahl, dass er den Knoten nicht kenne.

## Anwendung
Der Zeppelinknoten ist einer der sichersten Knoten zum Verbinden zweier Seile mit gleicher oder ähnlicher Dicke. Er lockert sich auch bei wechselnder Belastung nicht, lässt sich aber selbst nach größter Belastung leicht wieder lösen. Zudem stehen die Tampen im rechten Winkel zur Lastrichtung und können sich nicht so leicht an Gegenständen verhaken.

## Knüpfen

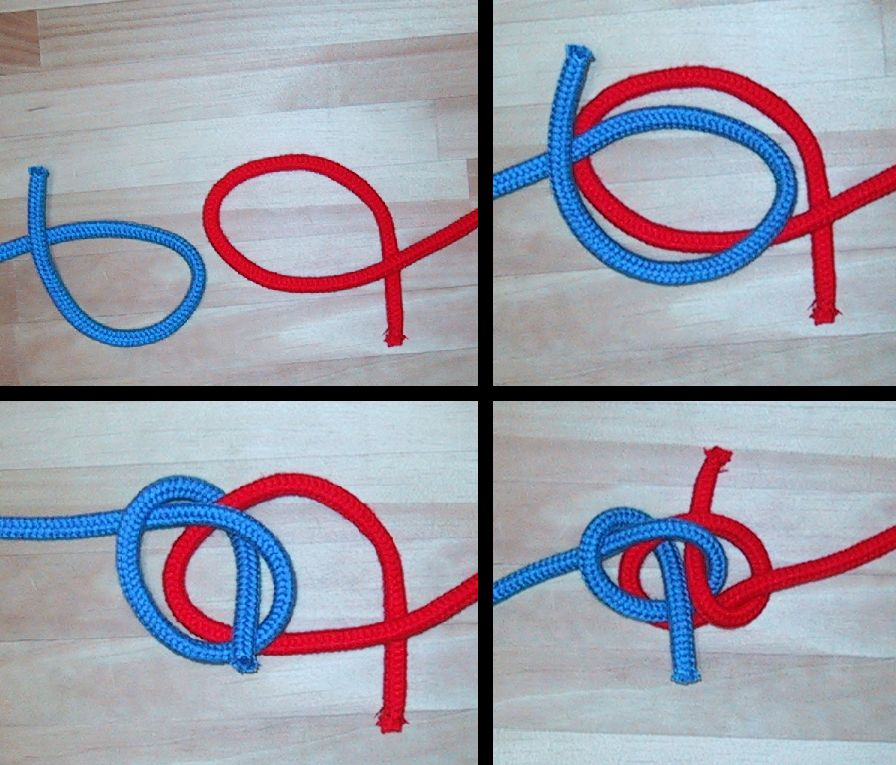
Anleitung zum Knüpfen

Der Zeppelinknoten besteht aus zwei ineinandergeknüpften Überhandknoten.
In die beiden Seilenden werden spiegelbildliche 270°-Augen gelegt. Eines der beiden Augen wird um 180° entlang der Seilachse gedreht und beide Augen übereinandergelegt. Nun werden beide losen Enden gegensinnig durch beide Augen gesteckt. Zum Schluss zieht man abwechselnd an jeweils beiden festen und losen Enden zu.

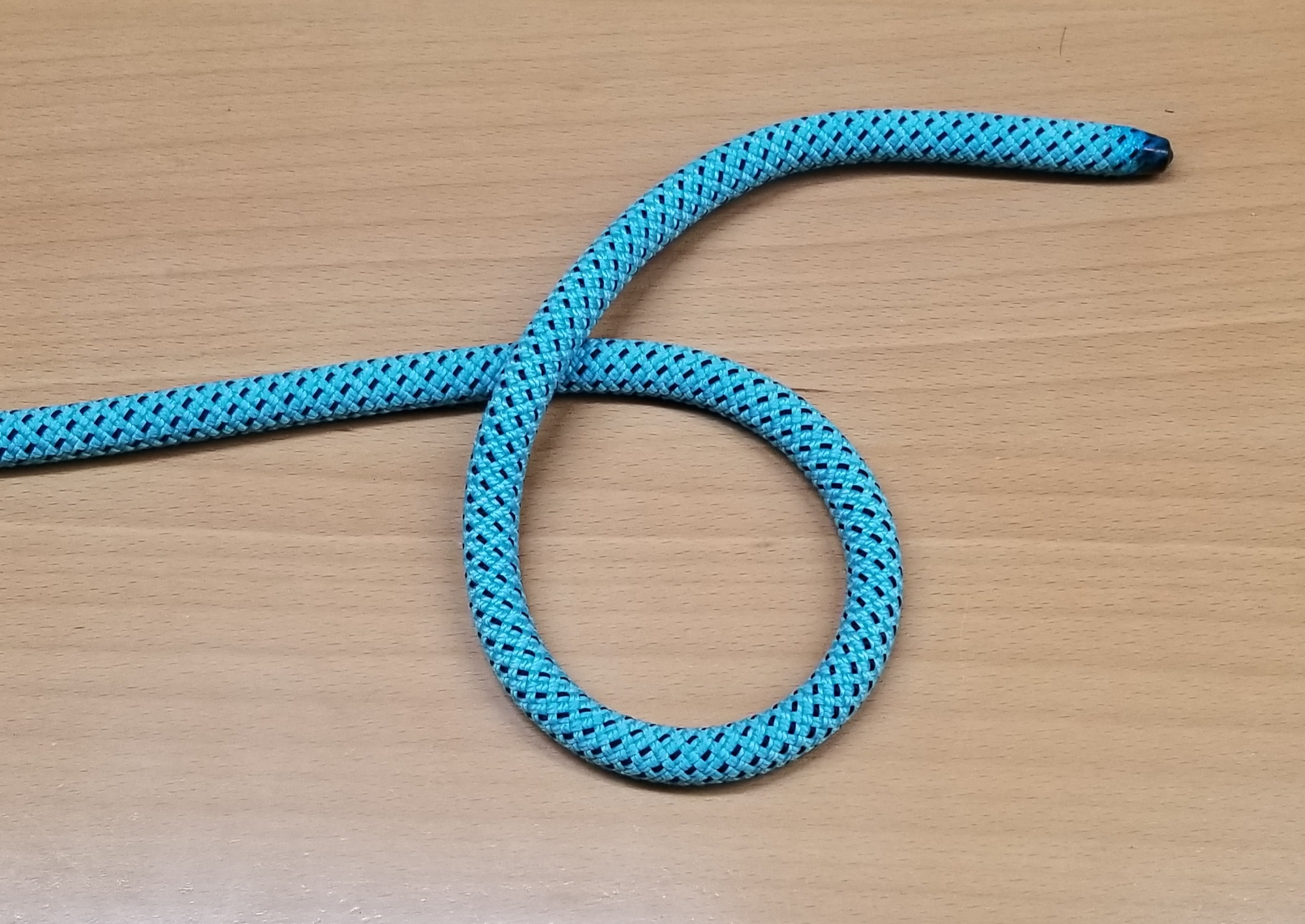
Zuerst wird mit dem linken Ende eine „6“ gelegt. Knotentechnisch ist das ein  linksgängiges Überhandauge.
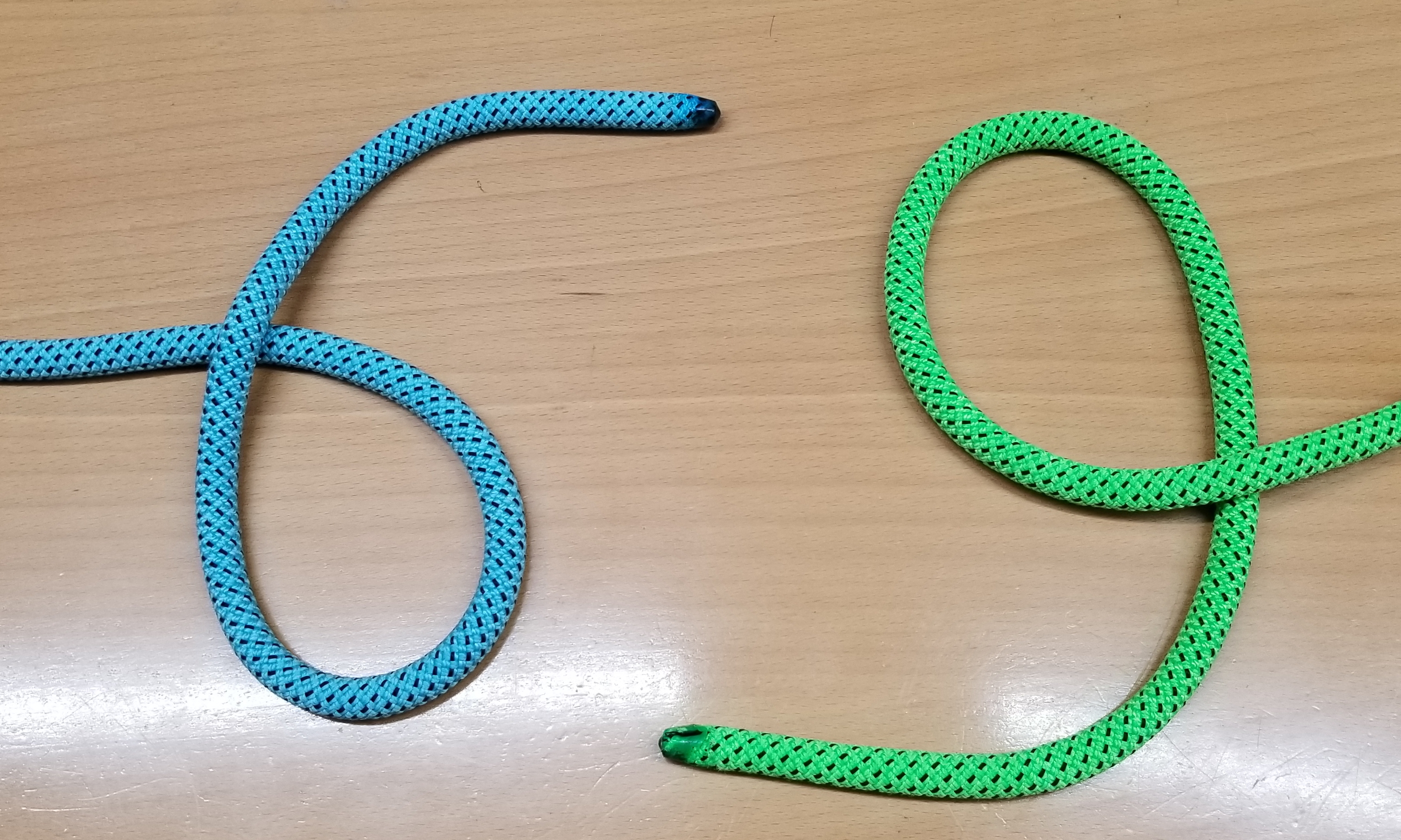
Dann mit dem rechten Ende eine „9“. Knotentechnisch ist das ein rechtsgängiges Unterhandauge.
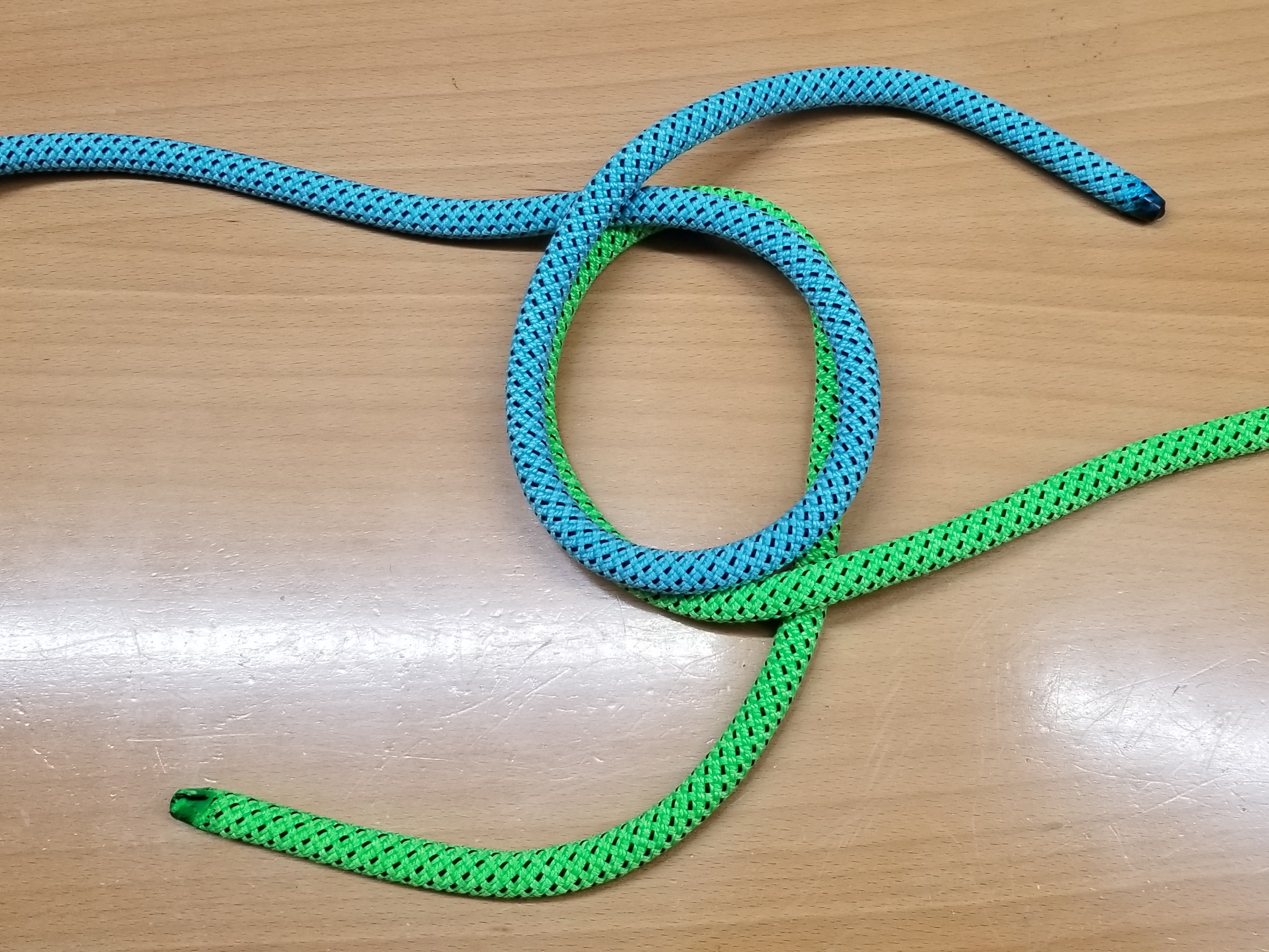
Die beiden Augen werden übereinander gelegt.
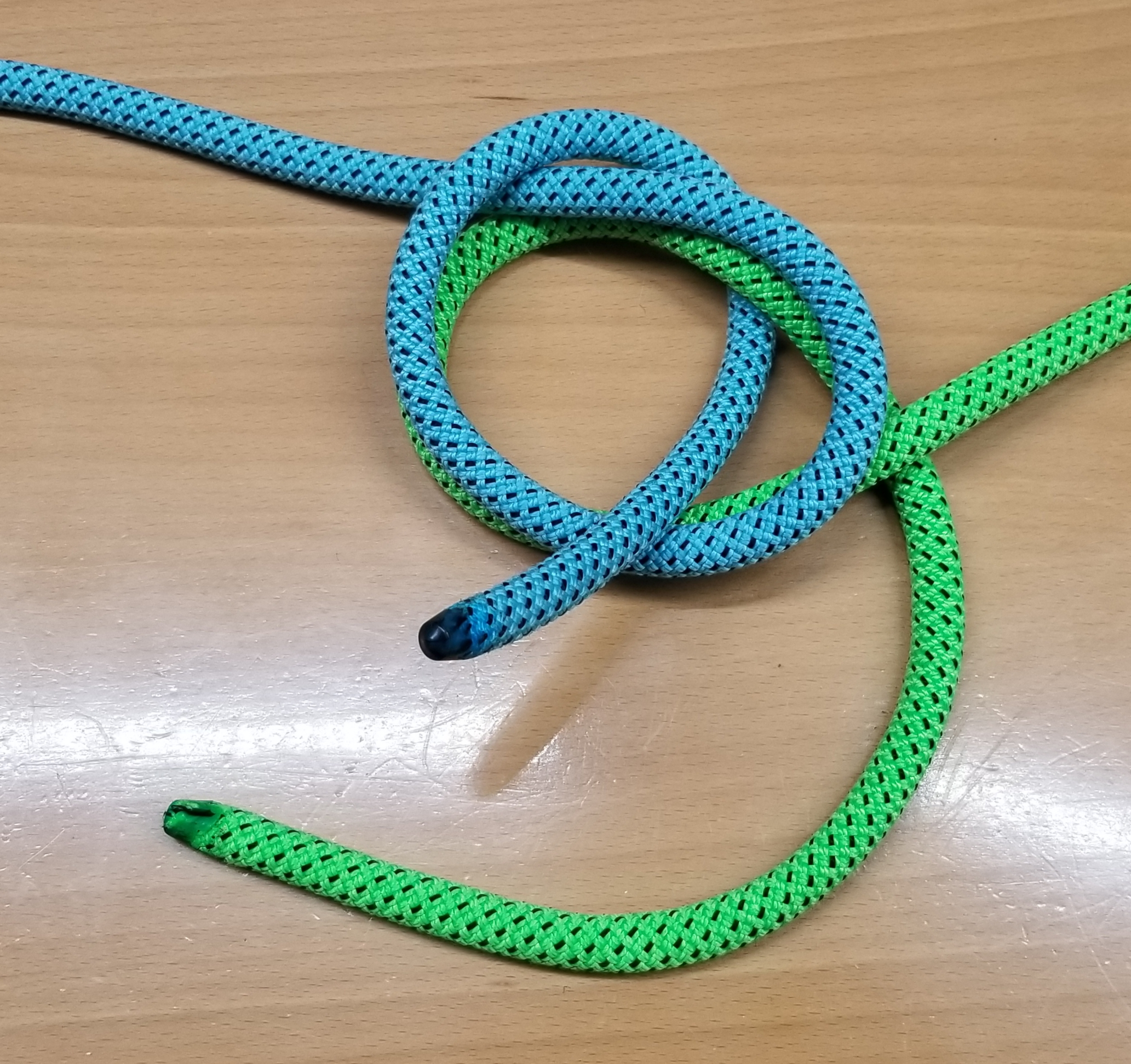
Man fährt mit dem Ende des oberen Auges (blau) von unten durch beide Augen nach oben
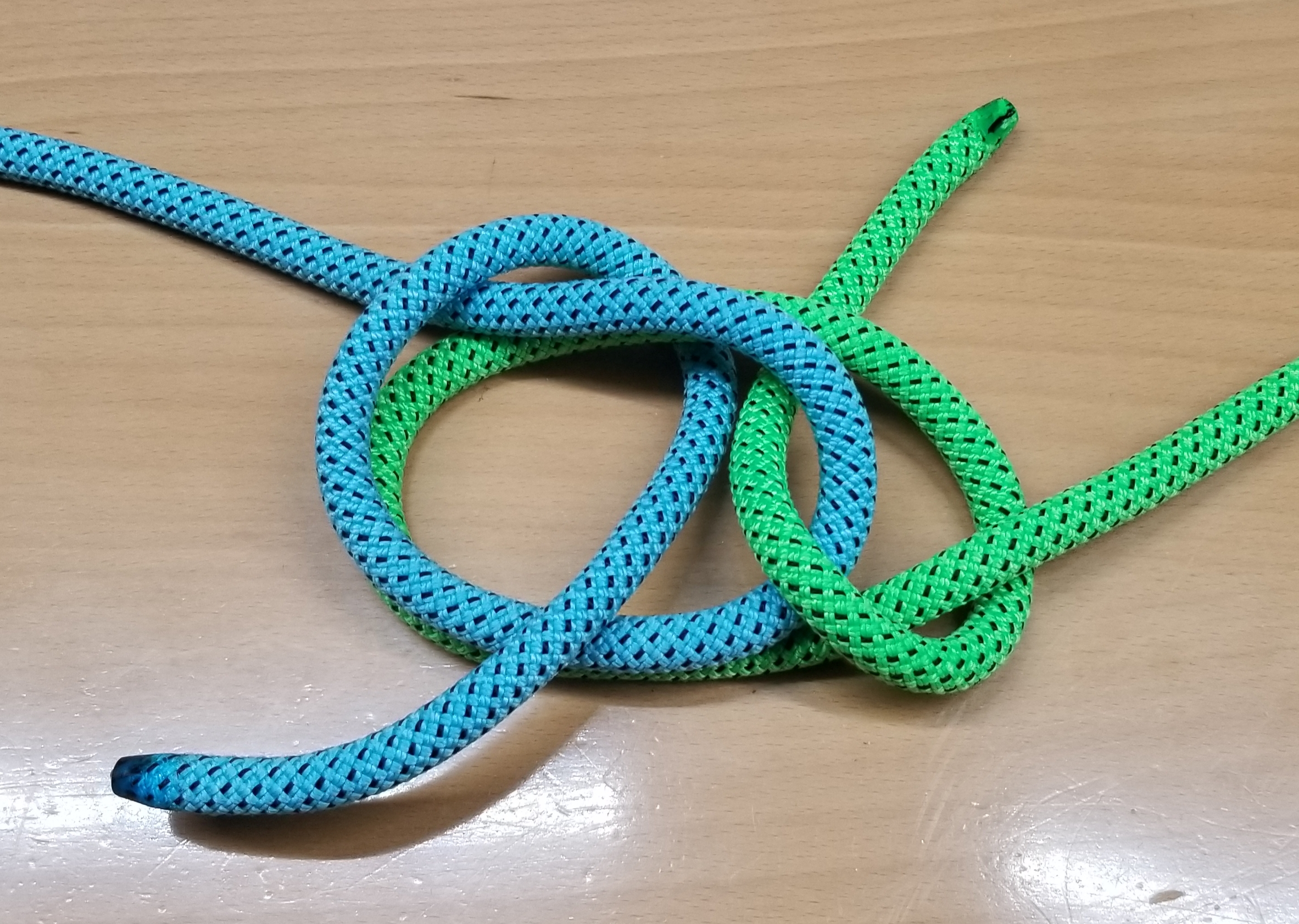
Dann mit dem Ende des unteren Auges (grün) von oben durch beide Augen nach unten.
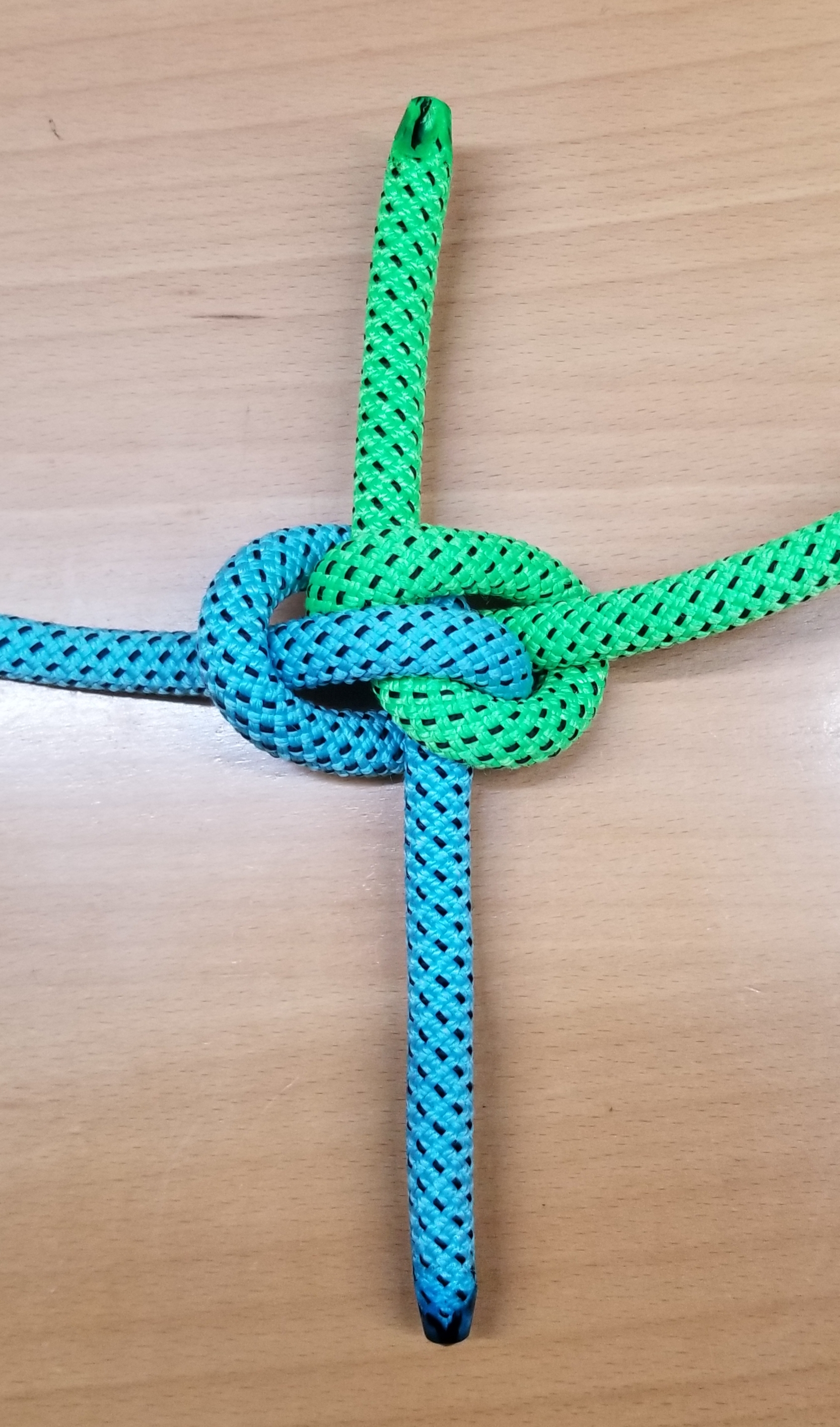
Noch festziehen. Zeppelinknoten (Vorderseite)

## Lösen
Richtig geknüpft lässt sich der Knoten durch Zug an den beiden äußeren Buchten leicht lösen.
Charakteristisch ist, dass man danach die beiden Seilenden in der entsprechenden Hand hält, das heißt, das rechte Ende in der rechten Hand, das linke in der Linken und dazwischen ist kein Seil mehr. Hält man dagegen die beiden Seilenden überkreuzt oder gar ineinander verschlungen, dann war der Knoten kein Zeppelinknoten.

## Alternativen

### Hunter-Knoten
Der Zeppelinsknoten ist leicht mit dem Hunter-Knoten zu verwechseln. Beide Knoten sind jedoch unterschiedlich geschlagen. Man erkennt dies daran, dass beim Hunter-Knoten die links und rechts der Enden liegenden Buchten über (Vorderseite) oder unter (Rückseite) den stehenden Parten verlaufen. Beim Zeppelinstek verläuft die eine Bucht oberhalb, die andere unterhalb der stehenden Parten.

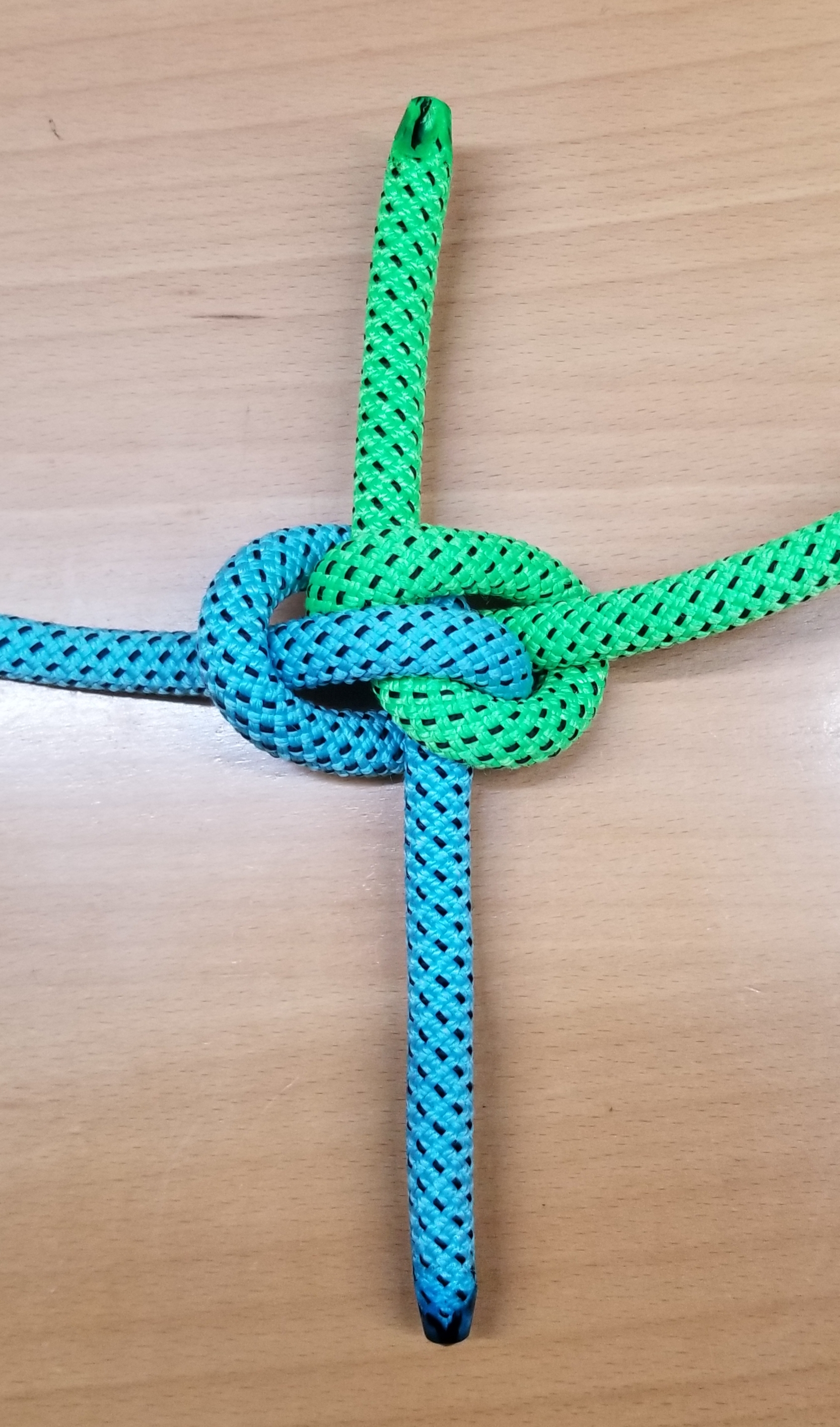
Zeppelinknoten (Vorderseite)
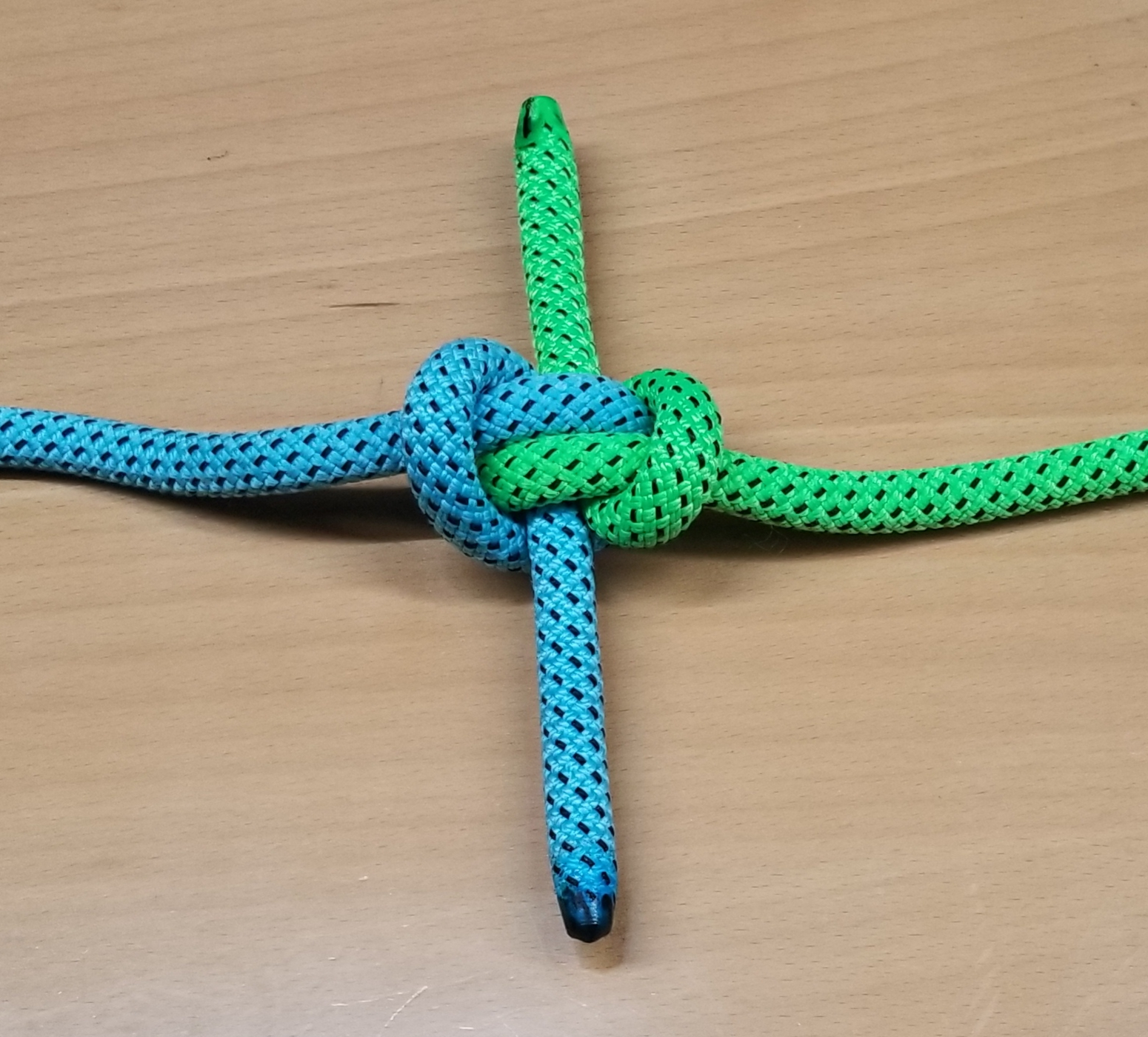
Hunter-Knoten (Vorderseite)

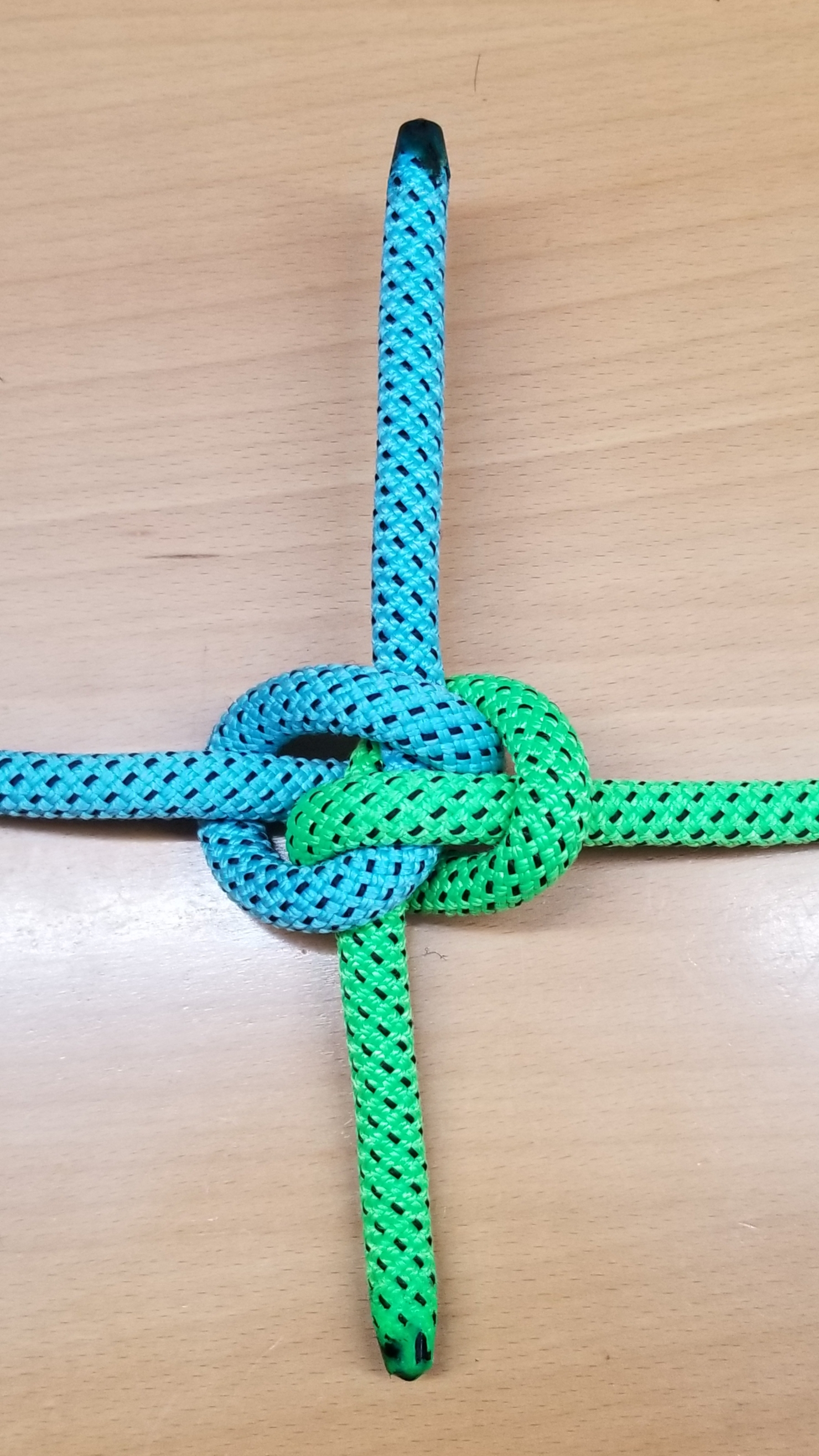
Zeppelinknoten (Rückseite)
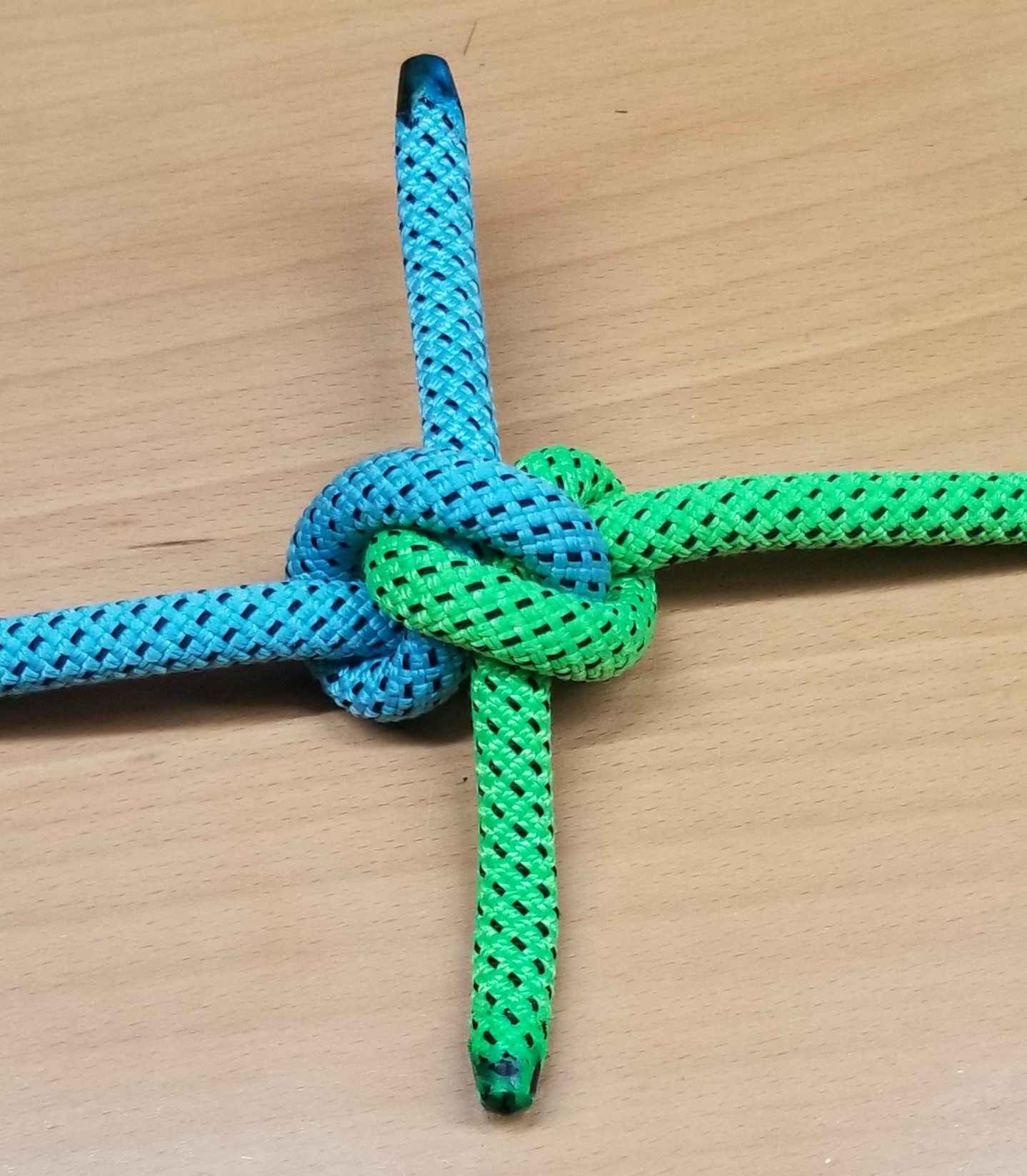
Hunter-Knoten (Rückseite)

### Weitere Alternativen

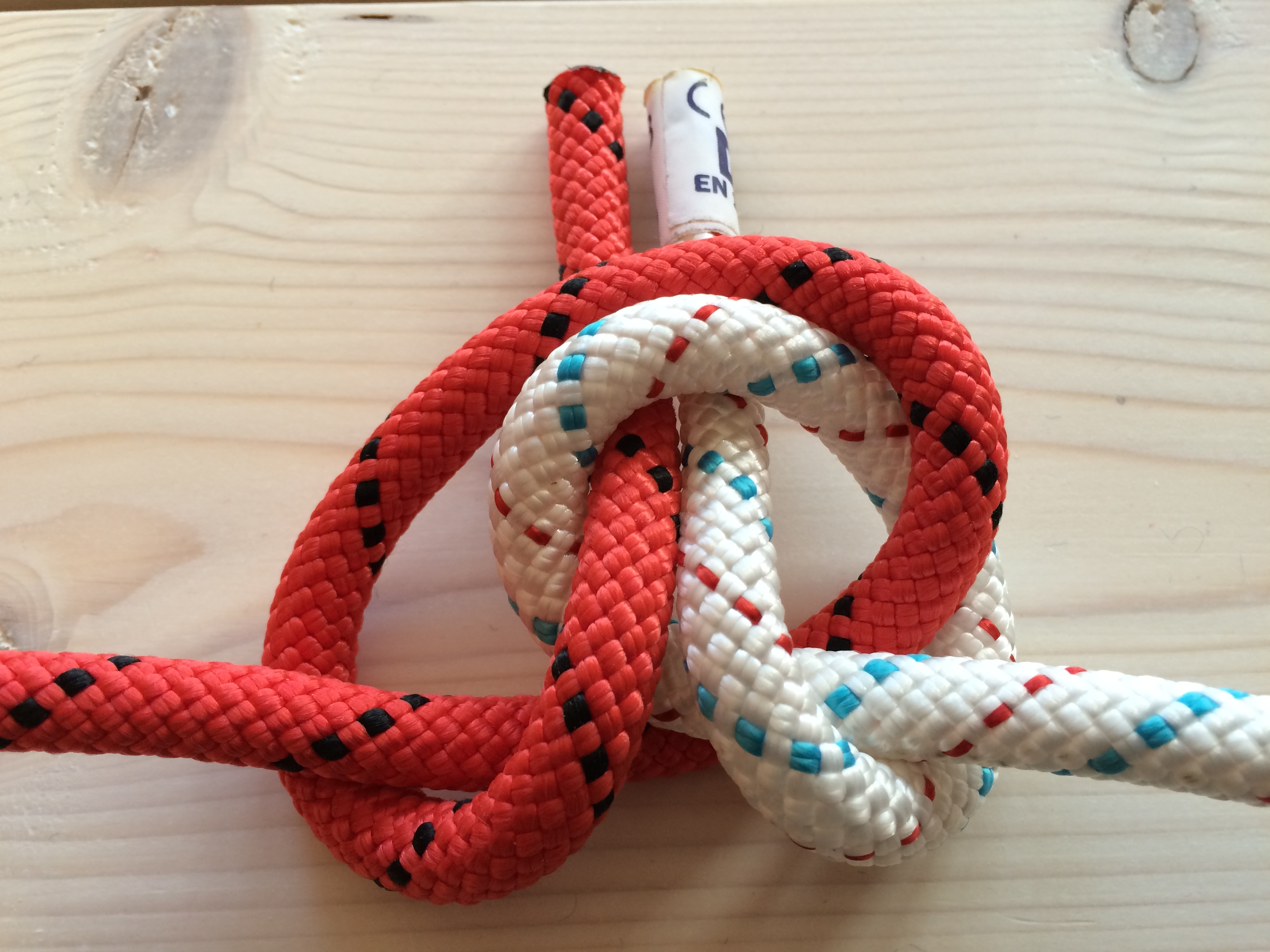
Gesteckter Schmetterlingsknoten. In der Detailbetrachtung erkennt man zwei ineinander verflochtene Überhandknoten, die mit einer Abwandlung (Endlage der losen Enden) dem Zeppelinknoten gleichen.
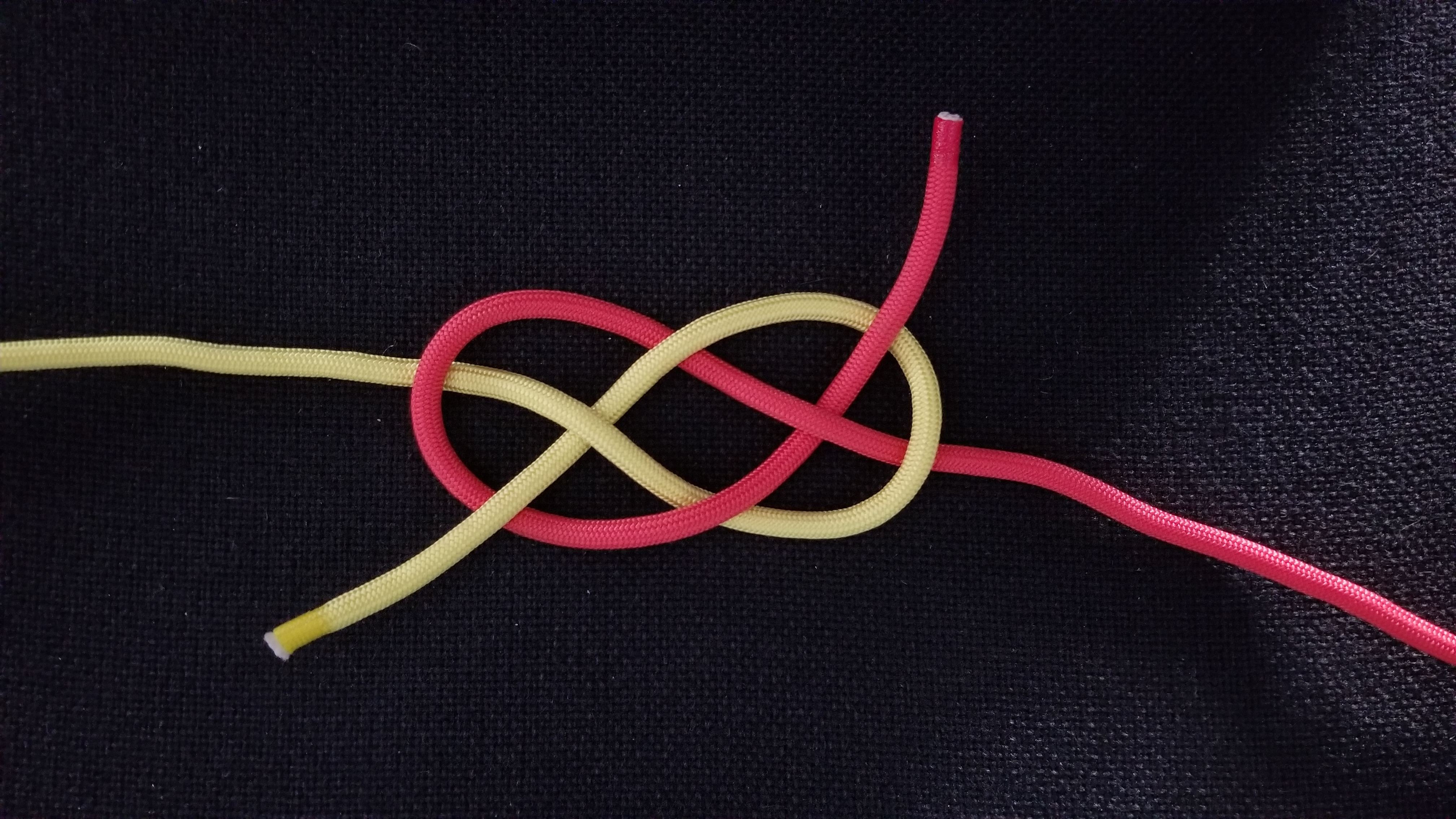
Ähnliche Eigenschaften hat der Trossenstek, der somit auch das gleiche Anwendungsgebiet hat. Bei dicken Trossen ist er etwas leichter zu knüpfen, dafür auch etwas schwerer zu lösen.
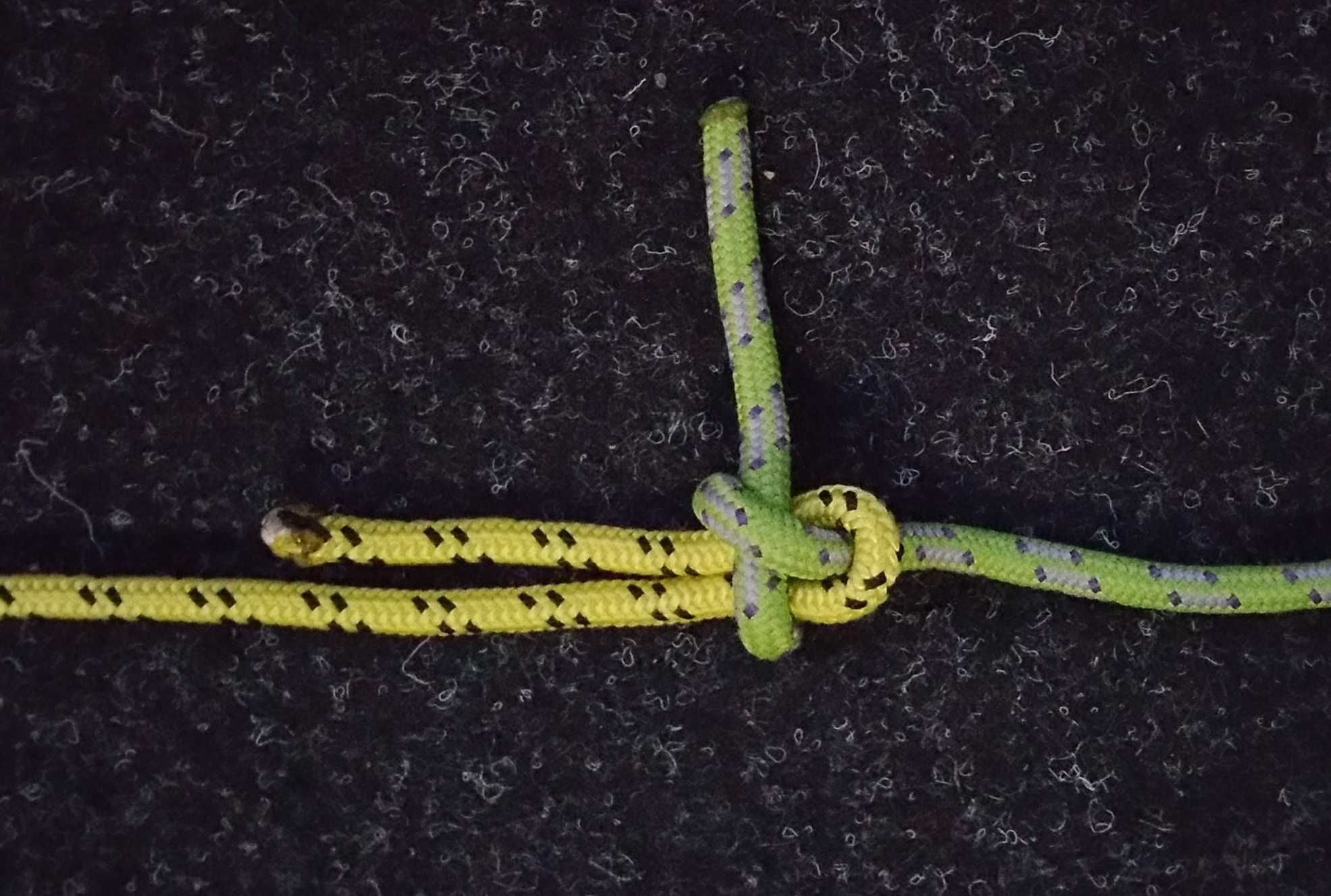
In der Seefahrt ist der Schotstek ein sehr häufig genutzter Verbindungsknoten. Bei unterschiedlich starken Leinen eignet er sich besser.
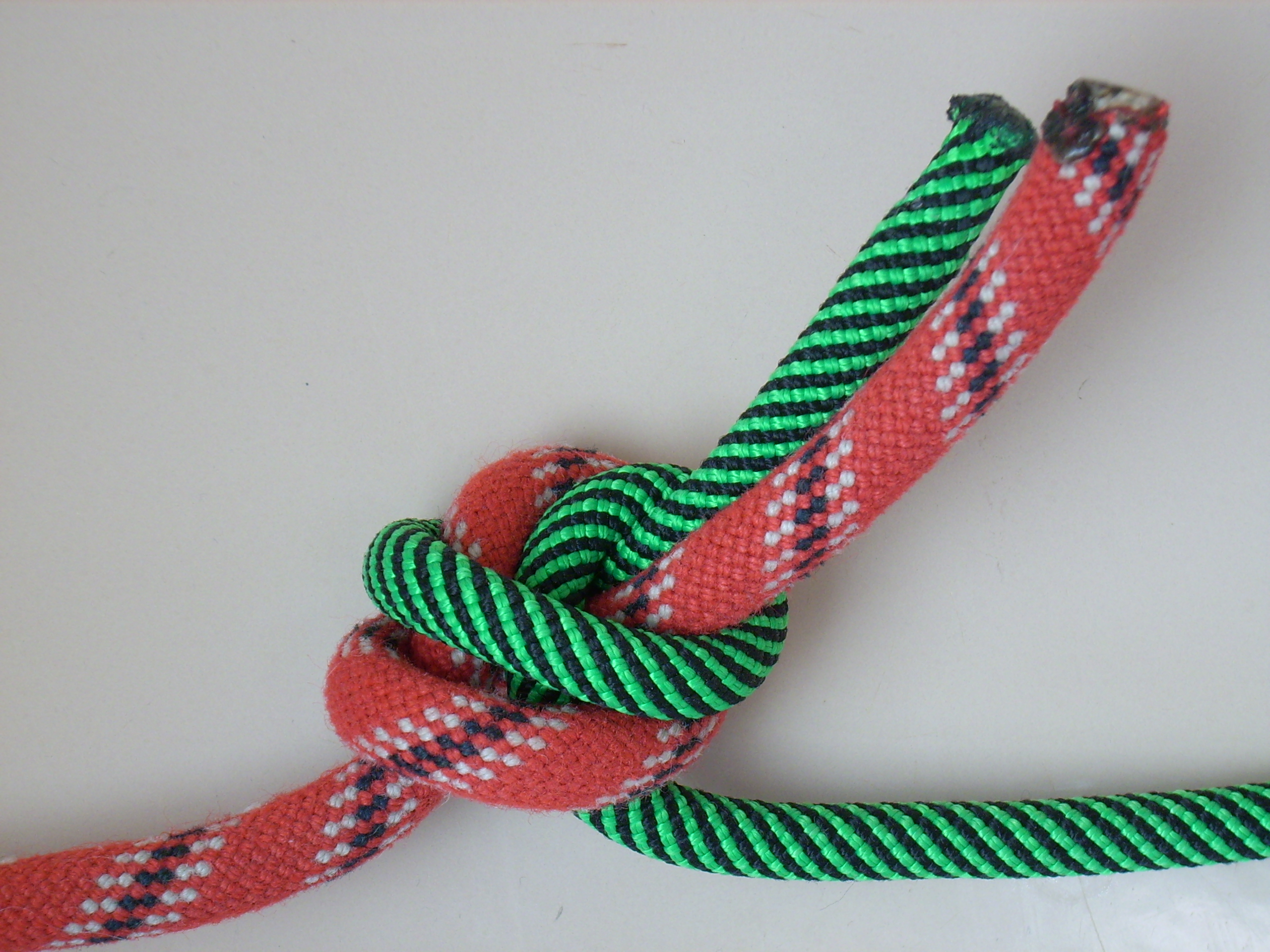
Kletterer verwenden den Sackstich beim Abseilen.